# Шахта «Лідієвка»
ДП «Шахта Лідіївка» — вугільна шахта у Кіровському районі Донецька. Входить до виробничого об'єднання з видобутку вугілля «Донецьквугілля». Є головним підприємством для селища Лідіївка.

## Історія підприємства
Шахта заснована на землях поміщиці Горбачової. Була названа «Лідія» за ім'ям дочки О. Шена, який заснував шахту. В 1900 році був закладений новий стовбур шахти 2/7 «Лідіївка». В 1904 році одержали перші тонни вугілля.
У 1918 р. у селищі Лідіївської копальні розпочала роботу «Просвіта». Було відкрито курси української мови та українознавства, читальню, організовано лекції з «чарівним ліхтарем», засновано два дитячих садки.
У роки Другої світової війни устаткування шахти вивезене за Урал, були затоплені підземні вироблення, скіповий стовбур, зруйновані наземні будови. Почала знову працювати у 1949 році. Проектна потужність 300 тисяч тонн вугілля в рік.
У 1999 р. мала 5 очисних та 9 підготовчих гірничих виробок. Відпрацьовувала пласти l1, l7, l8'. У 2003 р. дала 251 тис. т вугілля. Шахтне поле розкрите 5-и вертикальними стволами і 2-а свердловинами. Віднесена до надкатегорійних за метаном.

## Персоналії
На шахті працював доставщиком-лісогоном Сергій Каспрук. Згодом він використав для створення першої копії пальми Мерцалова рейку 1901 з маркуванням Ю. В. Ж. Д., що лежала на занедбаному горизонті шахти.

## Пам'ятники у сквері шахти
У сквері шахти «Лідіївка», на алеї Героїв установлені пам'ятники на згадку про революційні події 1905–1907 років на шахтах Лідіївських рудників; командирові продзагону «товаришеві Галунову», вбитому селянами в 1920 році; воїнам-лідіївцям, що загинули в боях за Батьківщину в 1941–1945 роках; Миколі Куценку. У шахтному селищі діє православний храм Святого Архістратига Михайла.

## Галерея

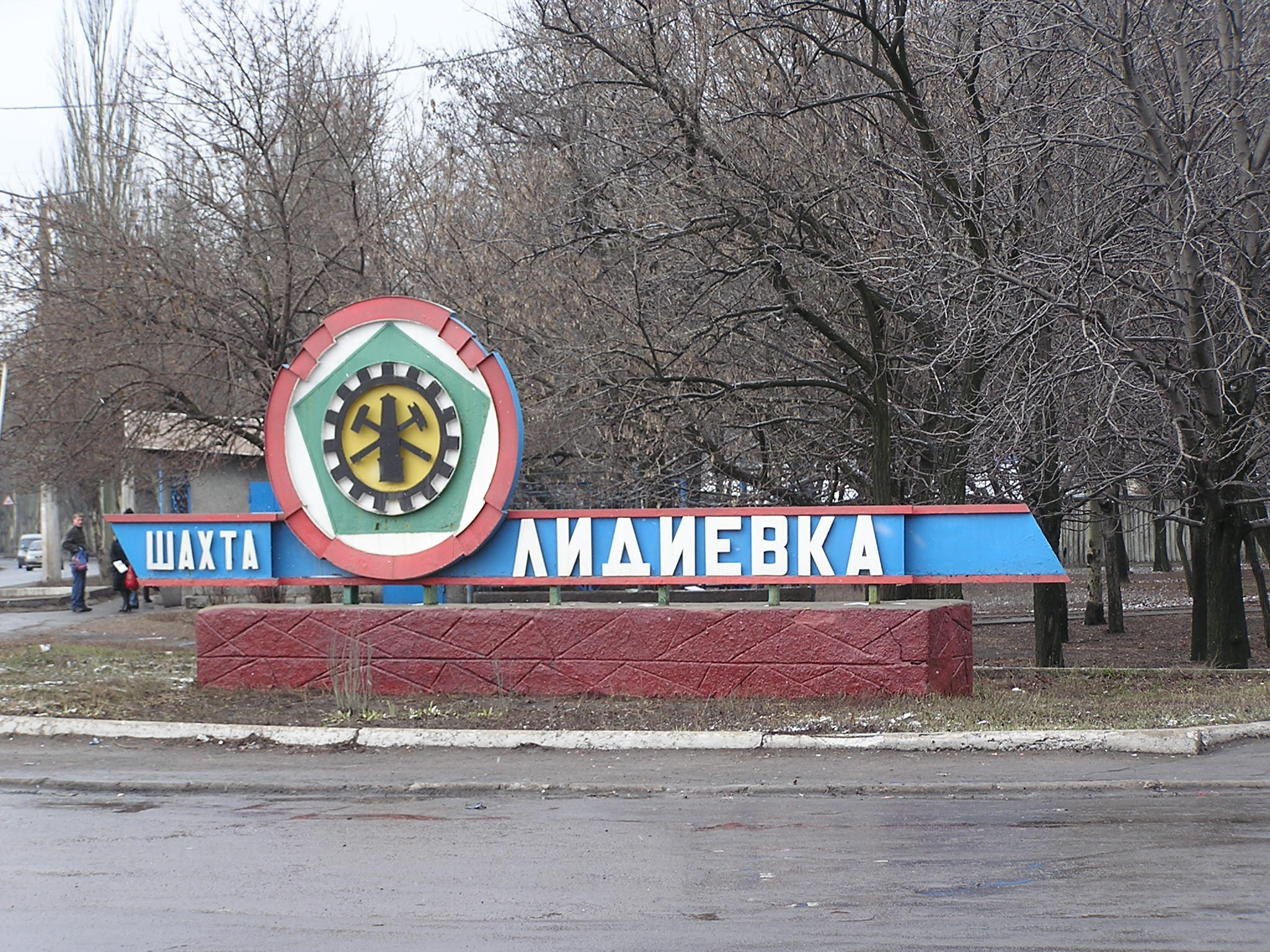
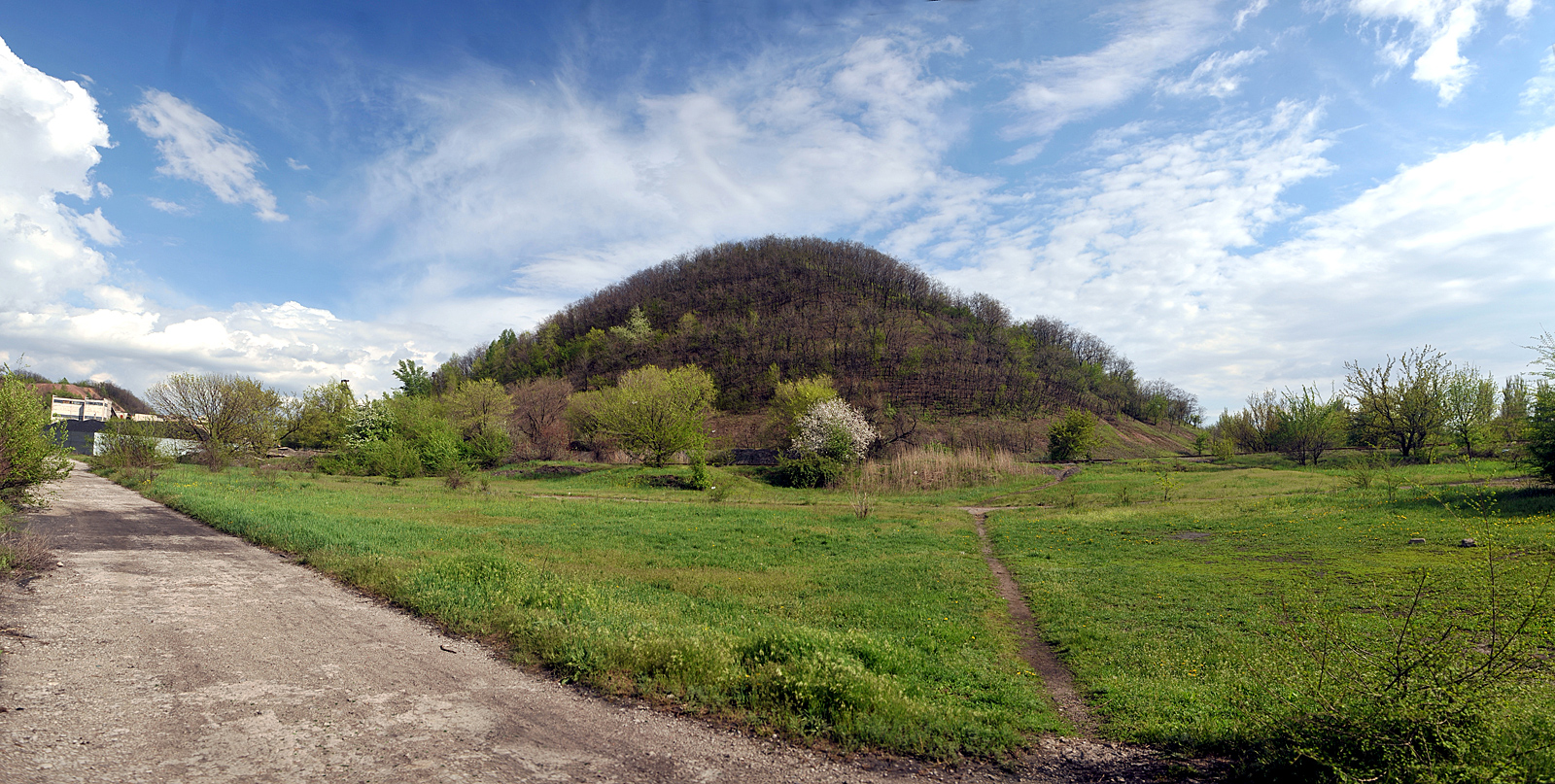
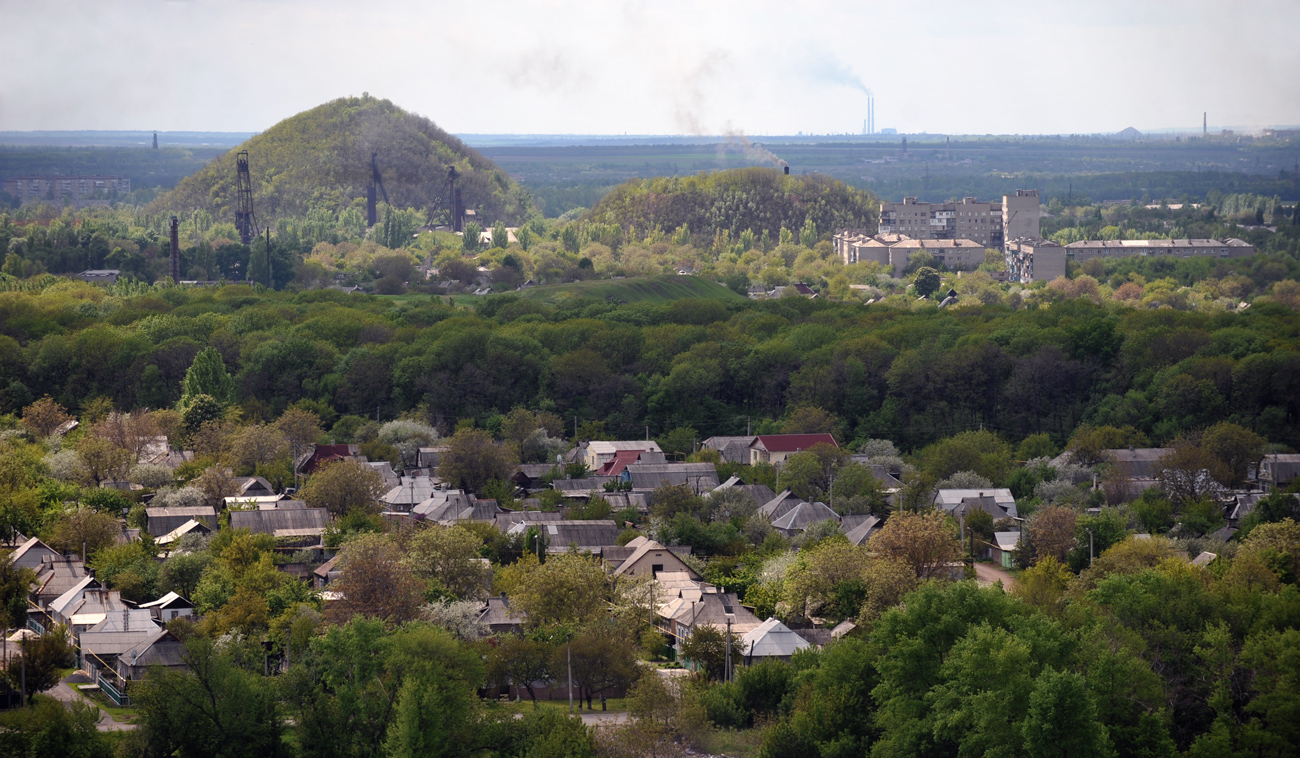
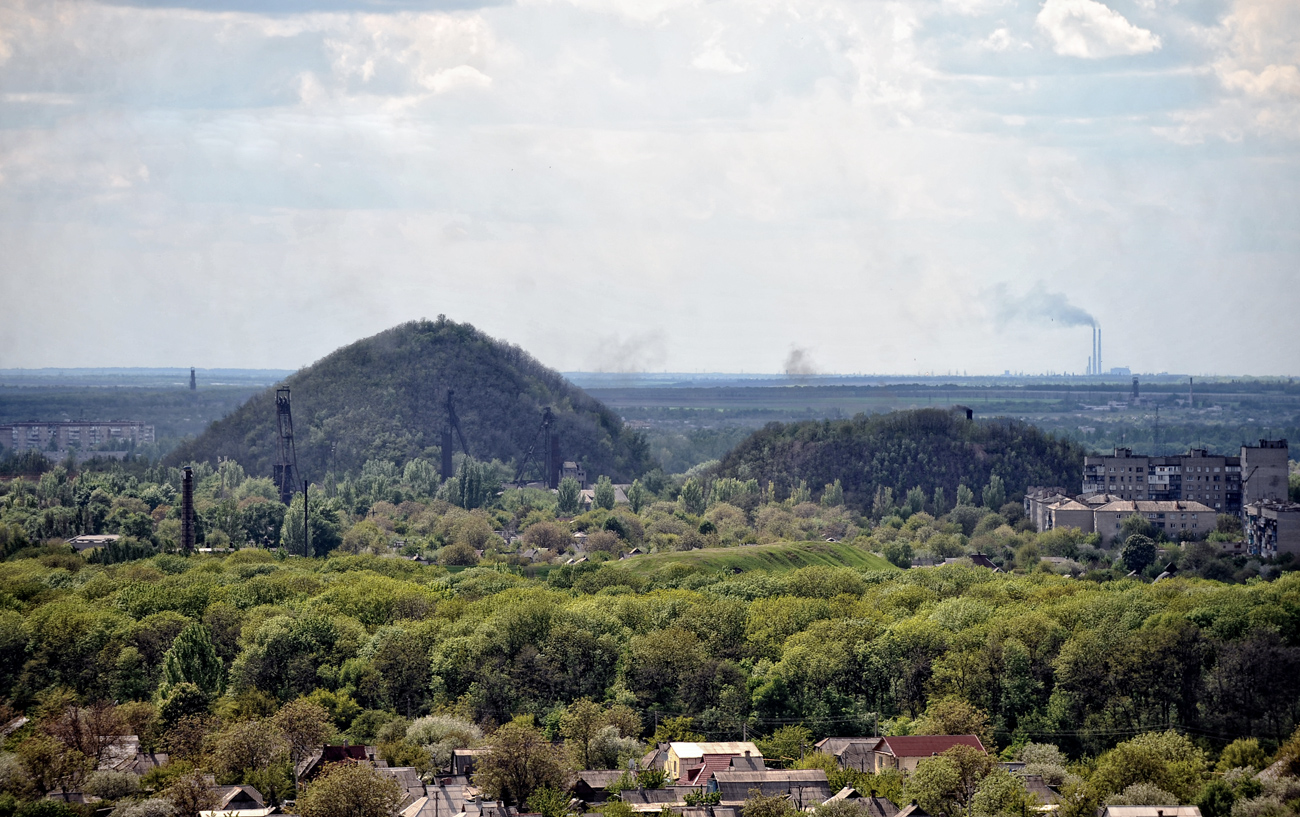
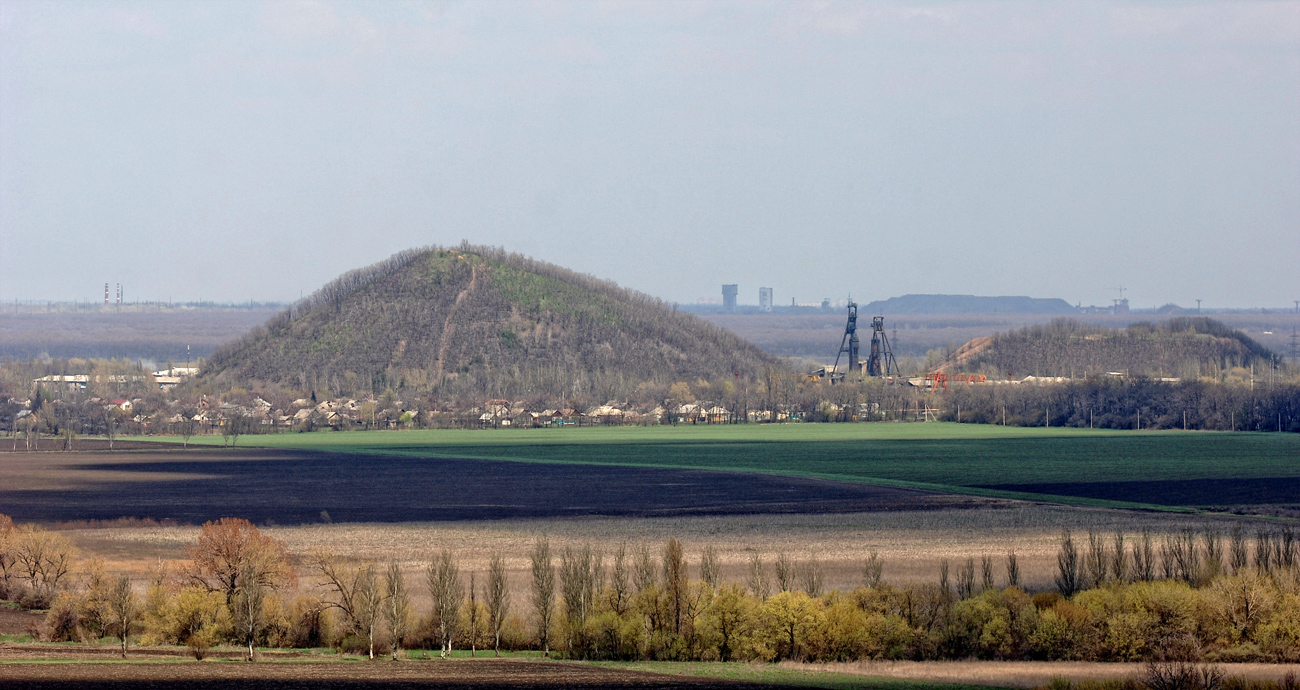
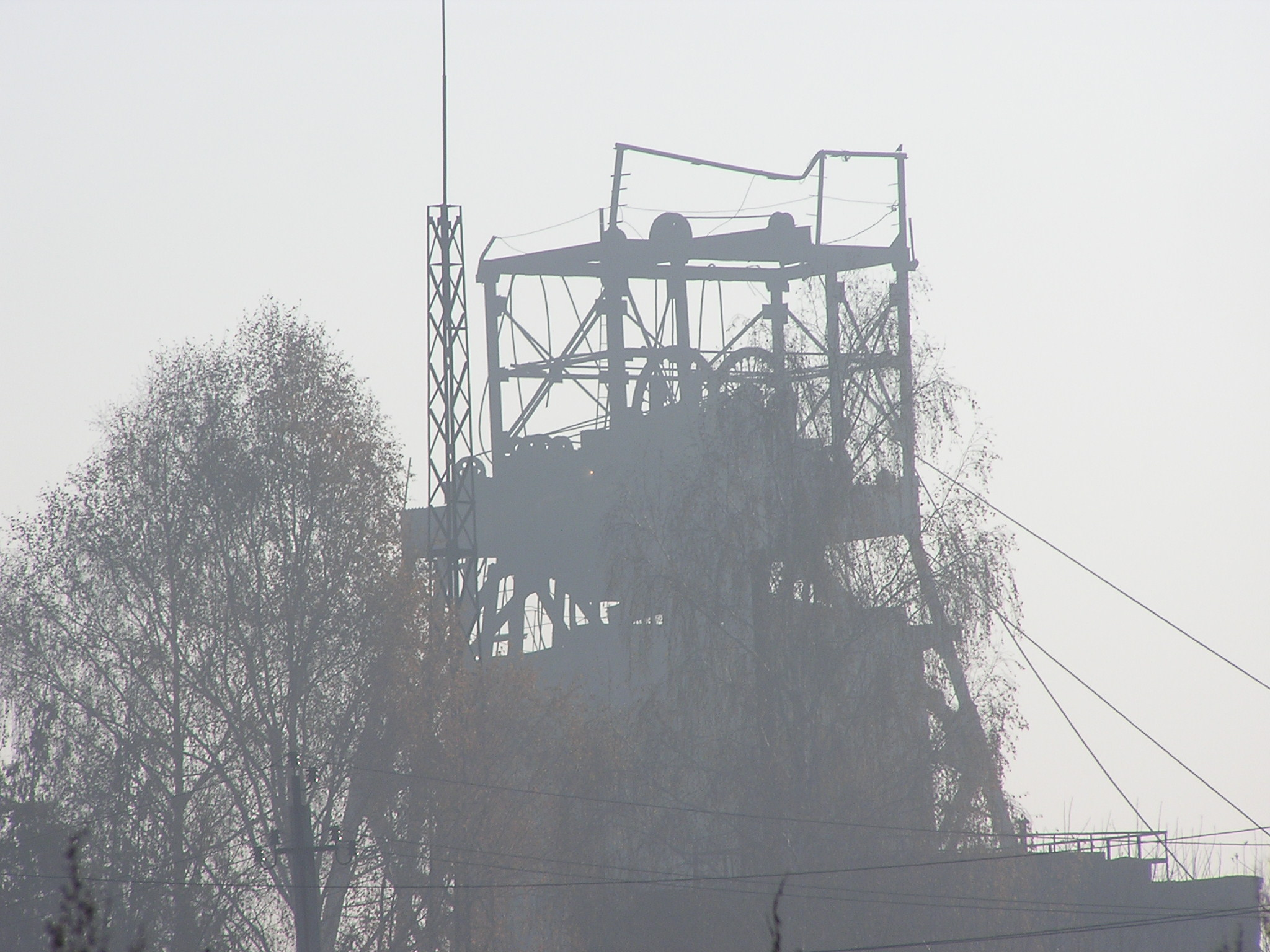
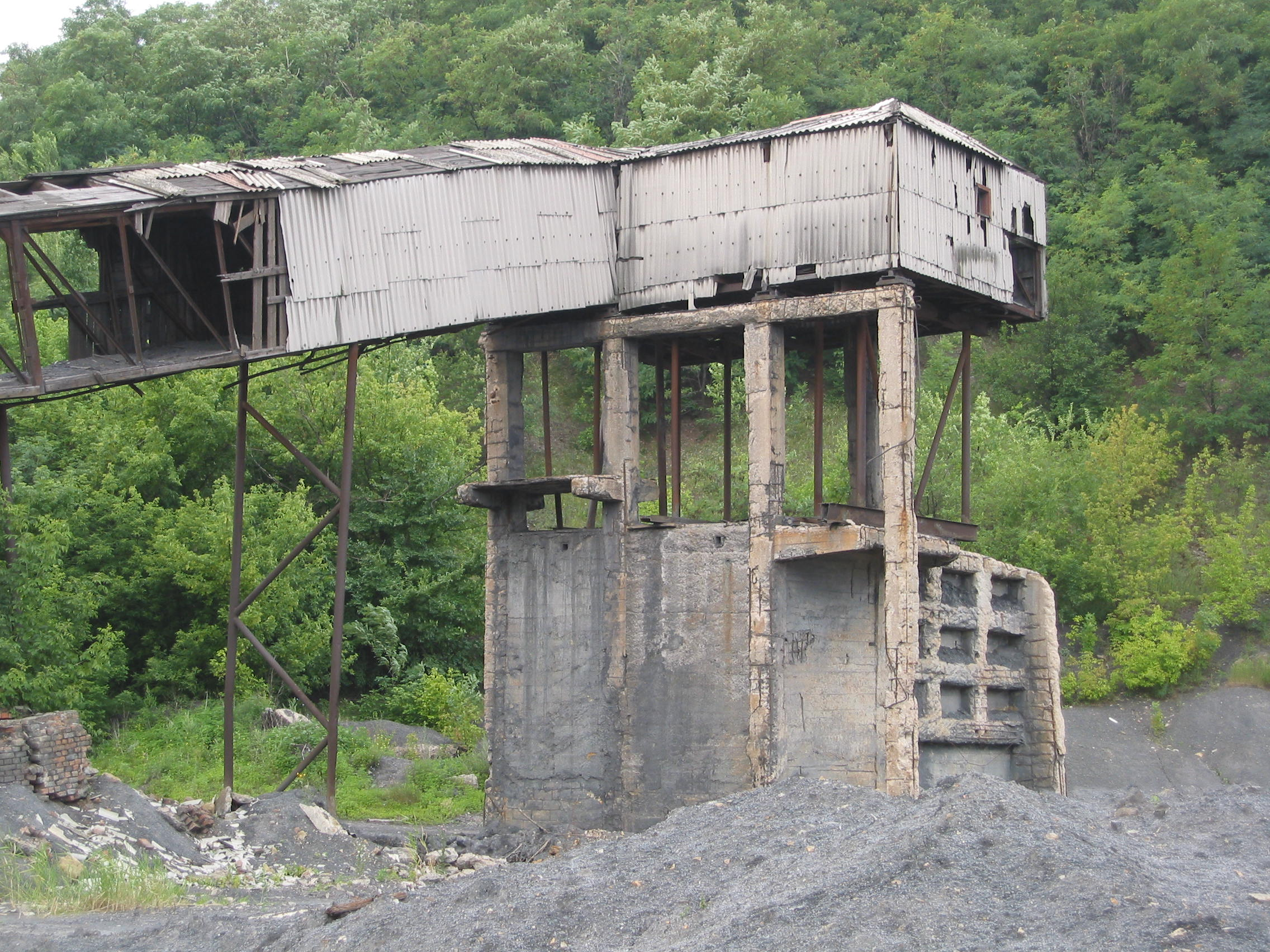
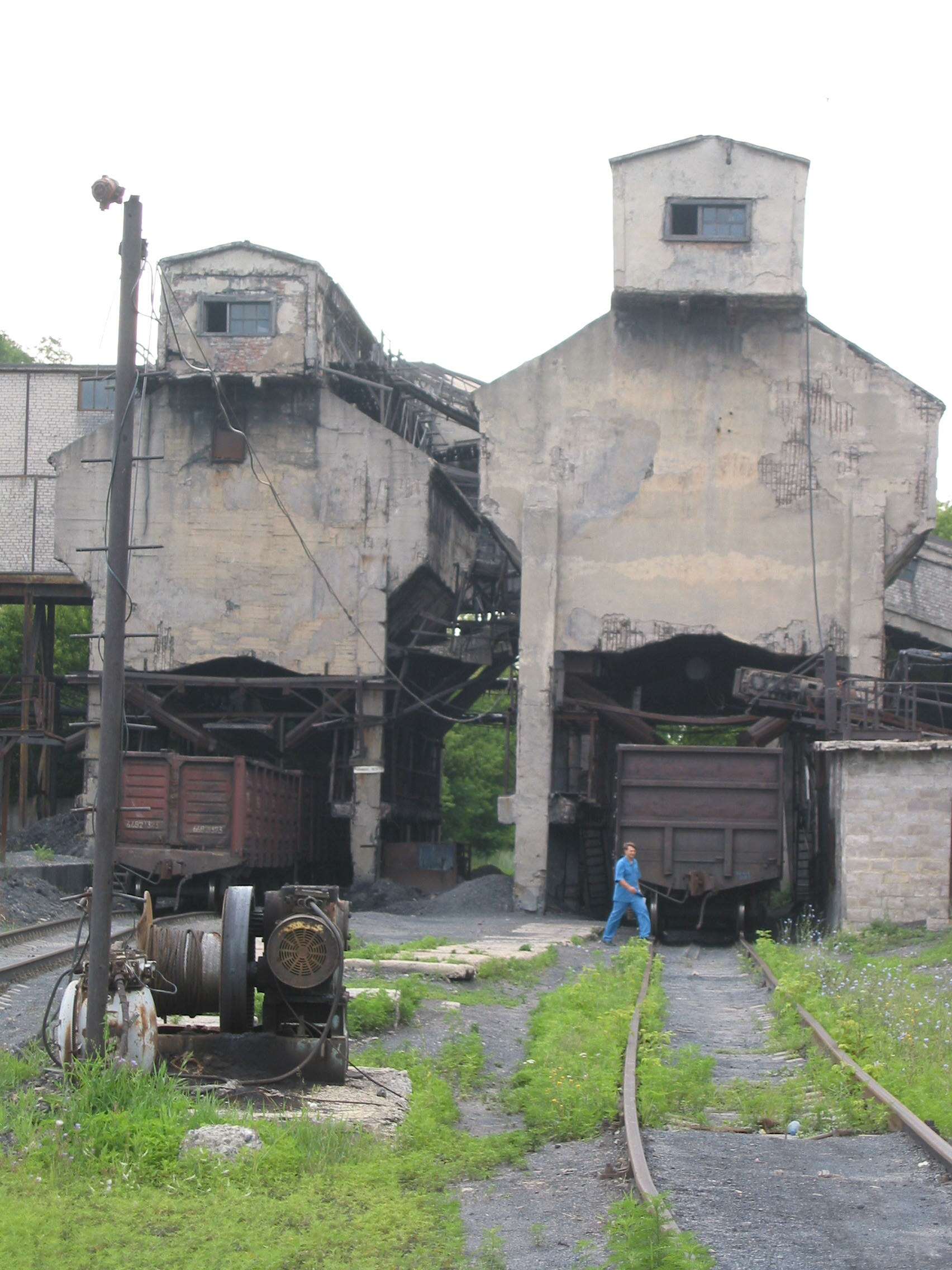
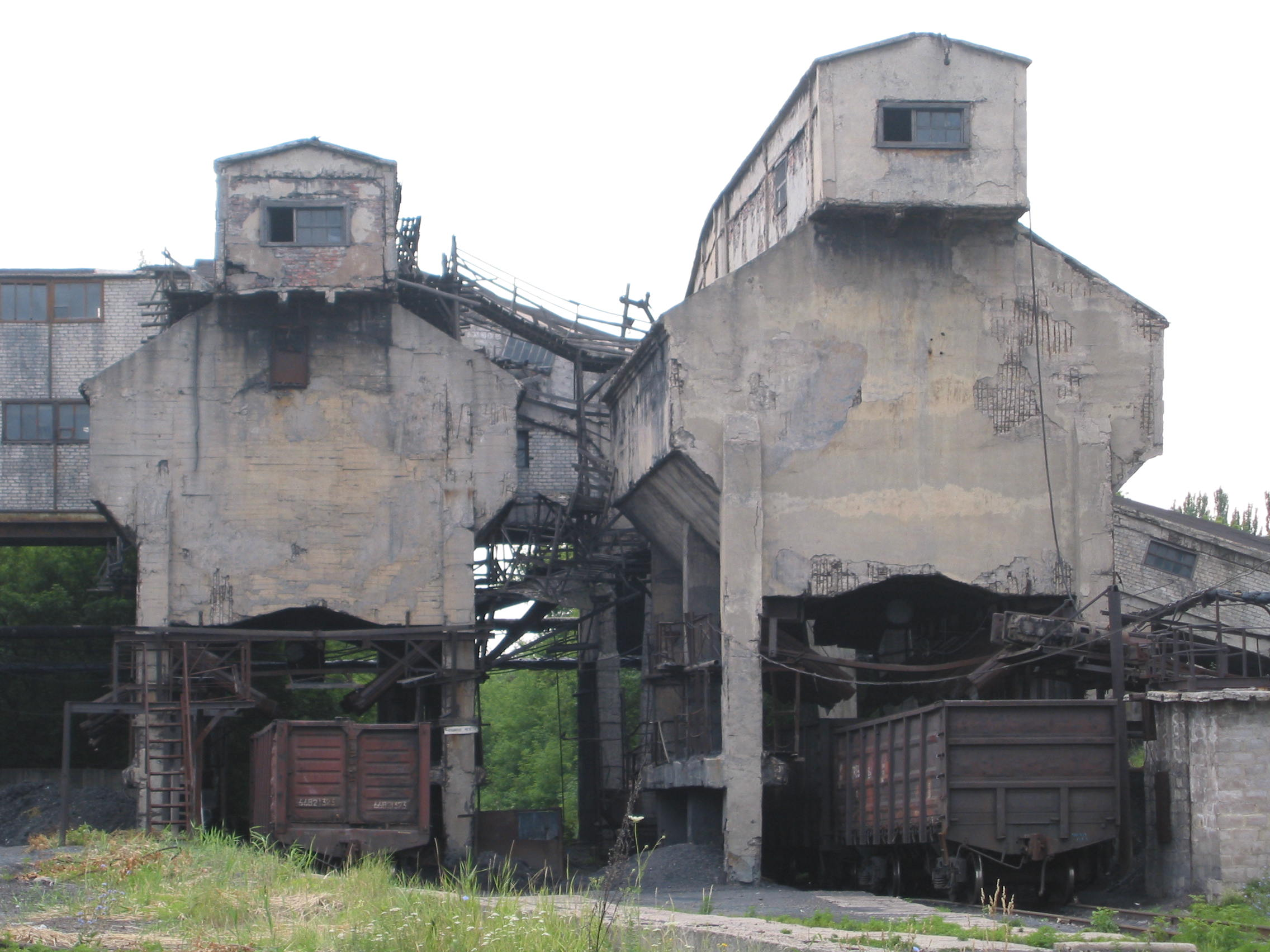
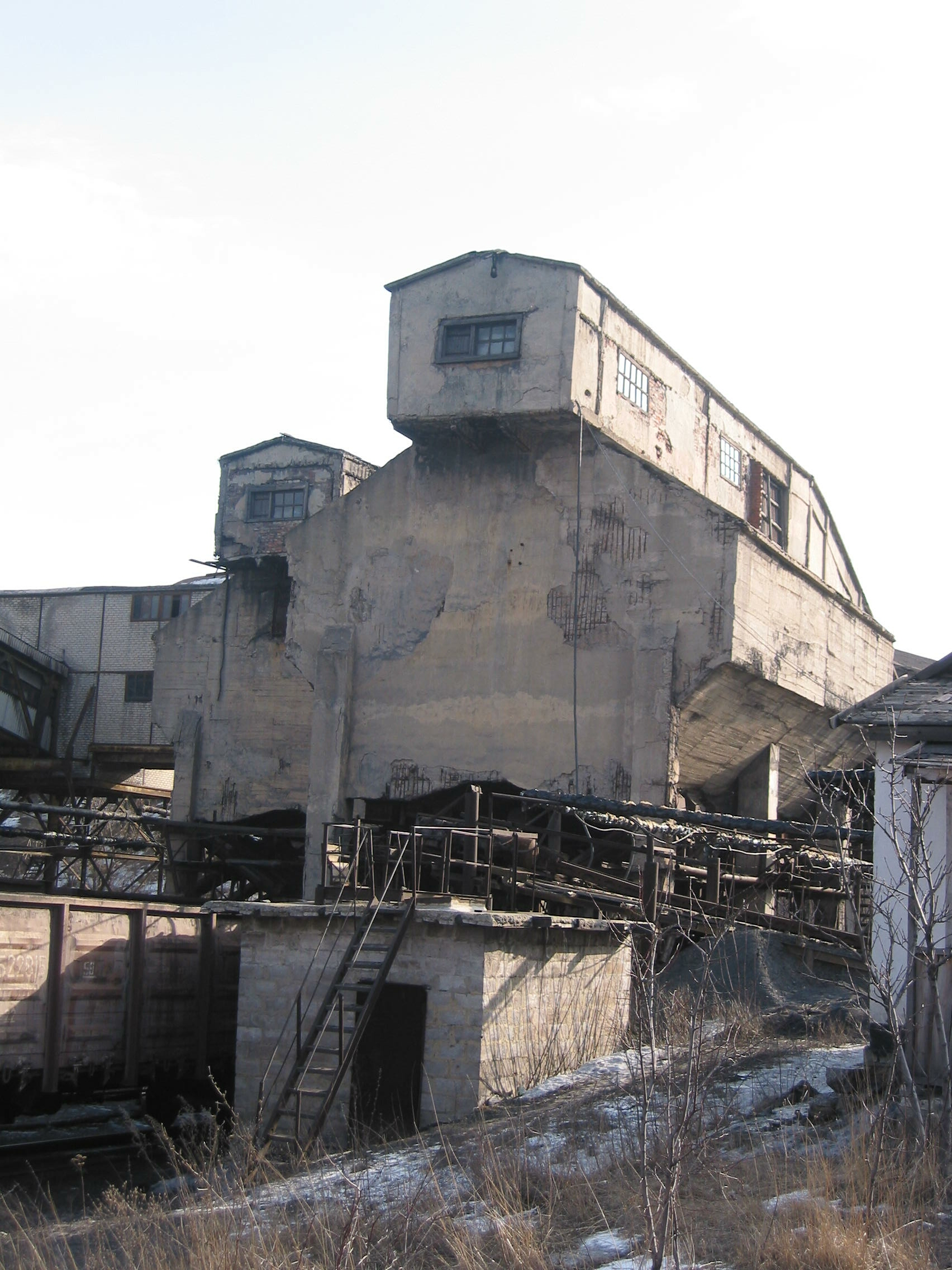
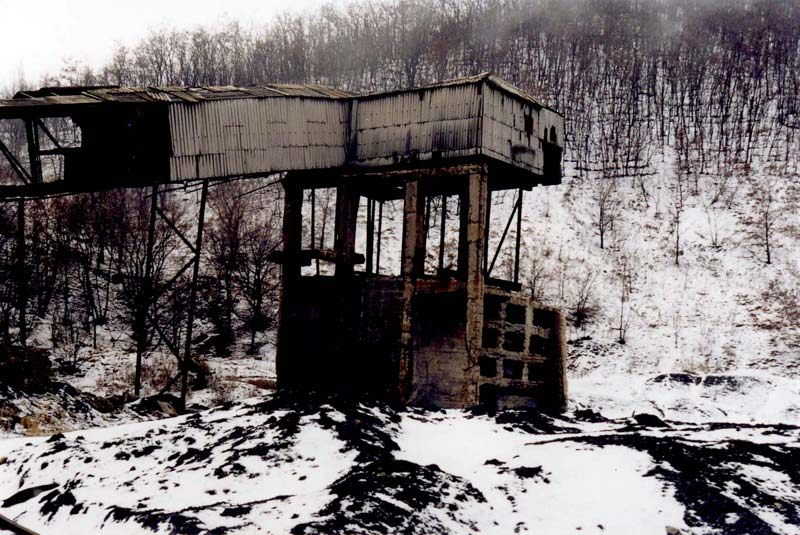
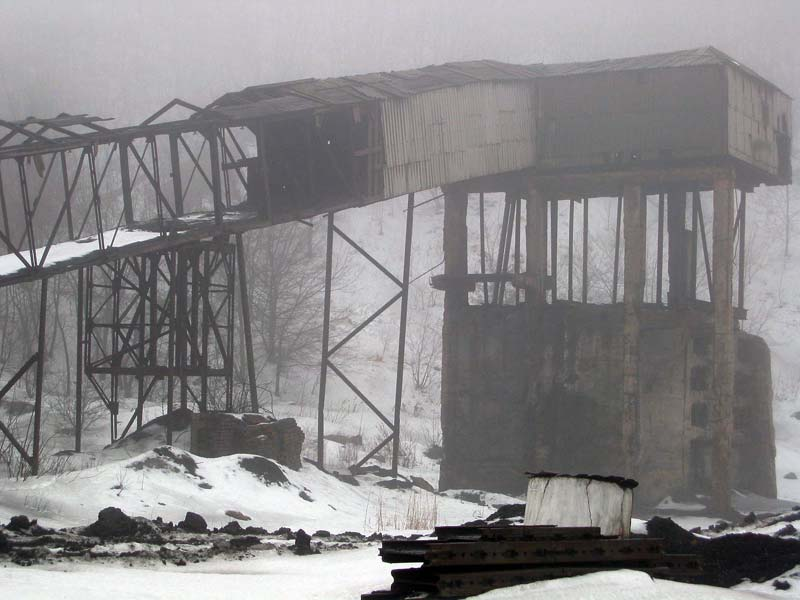
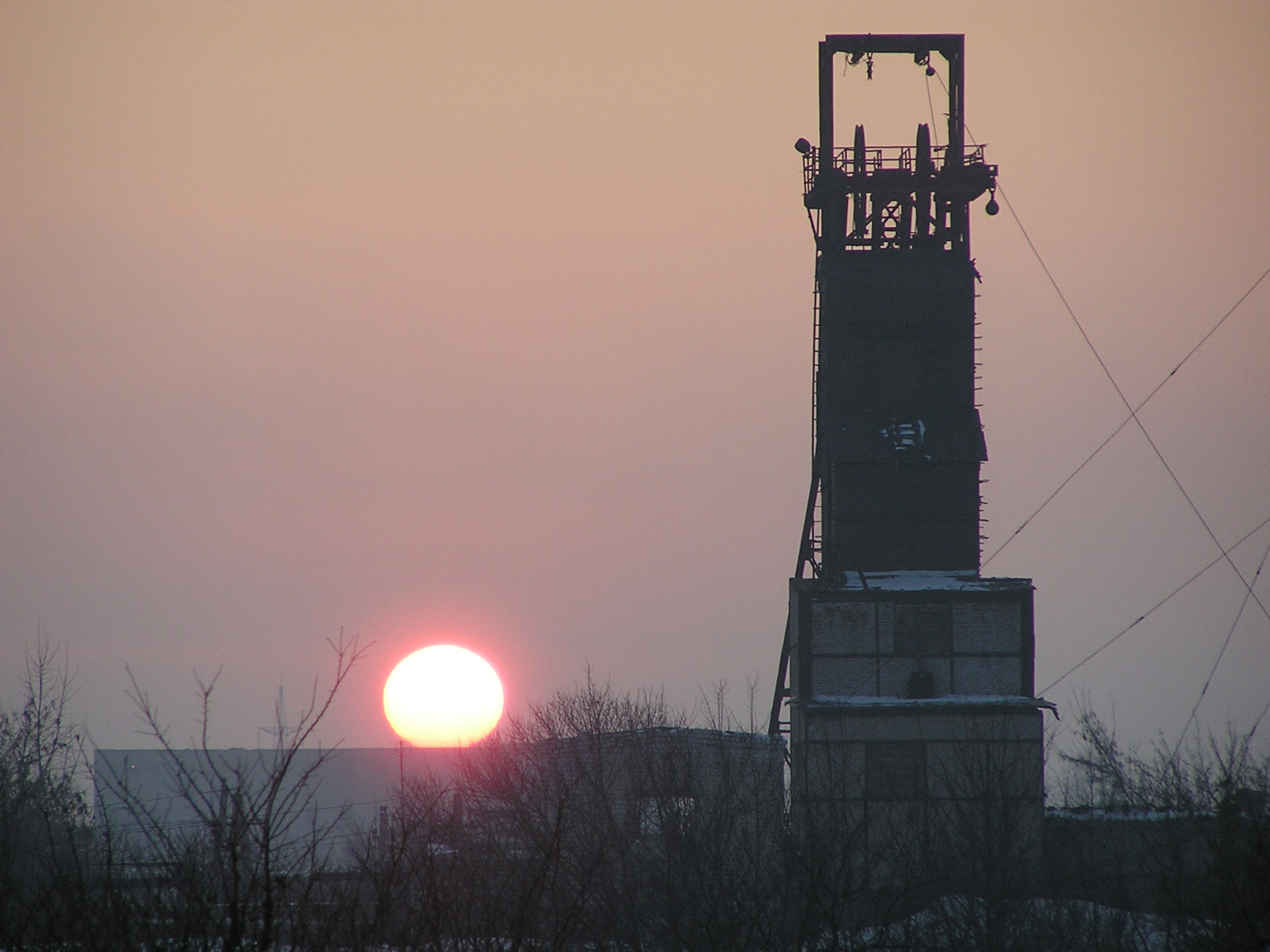
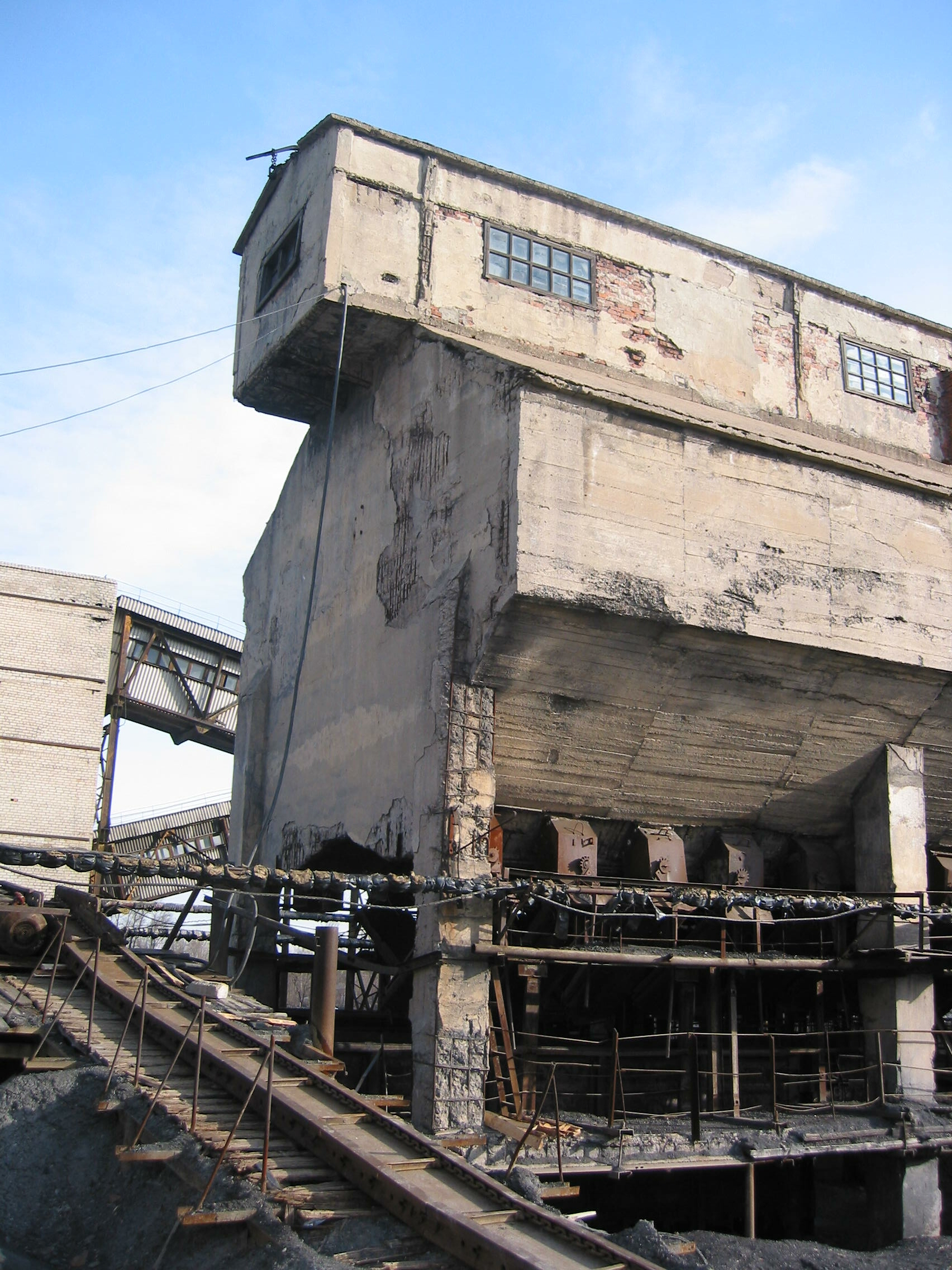
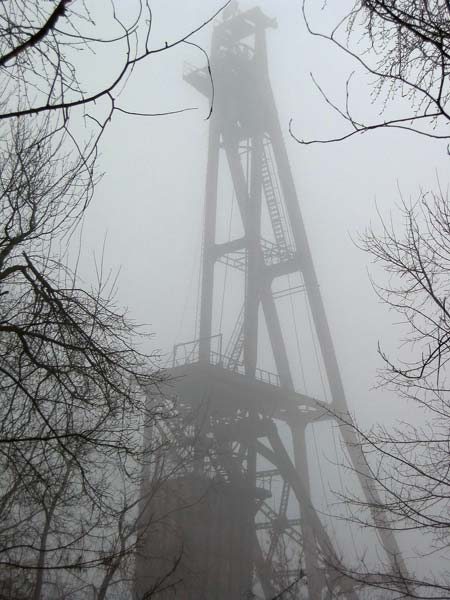
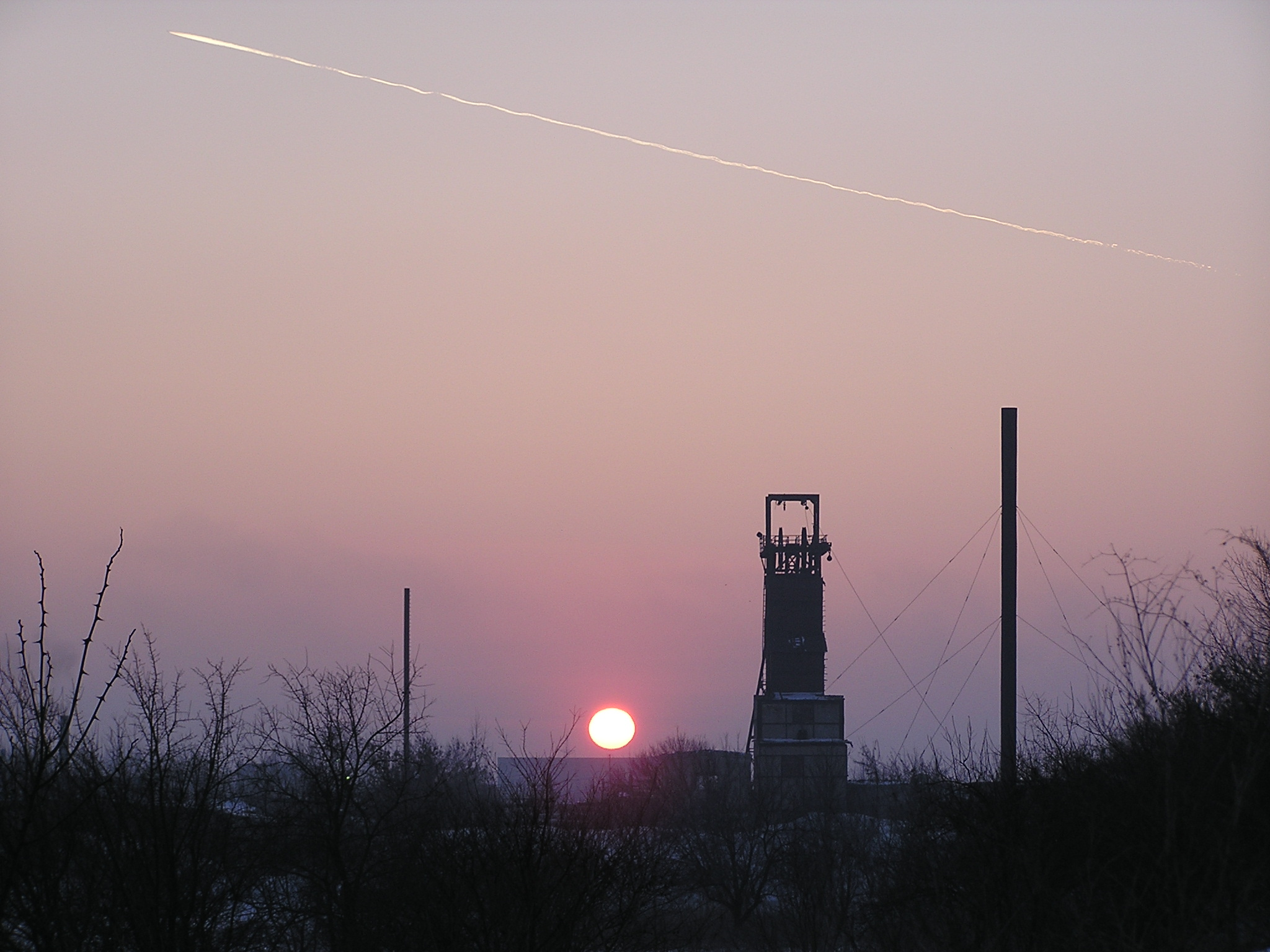
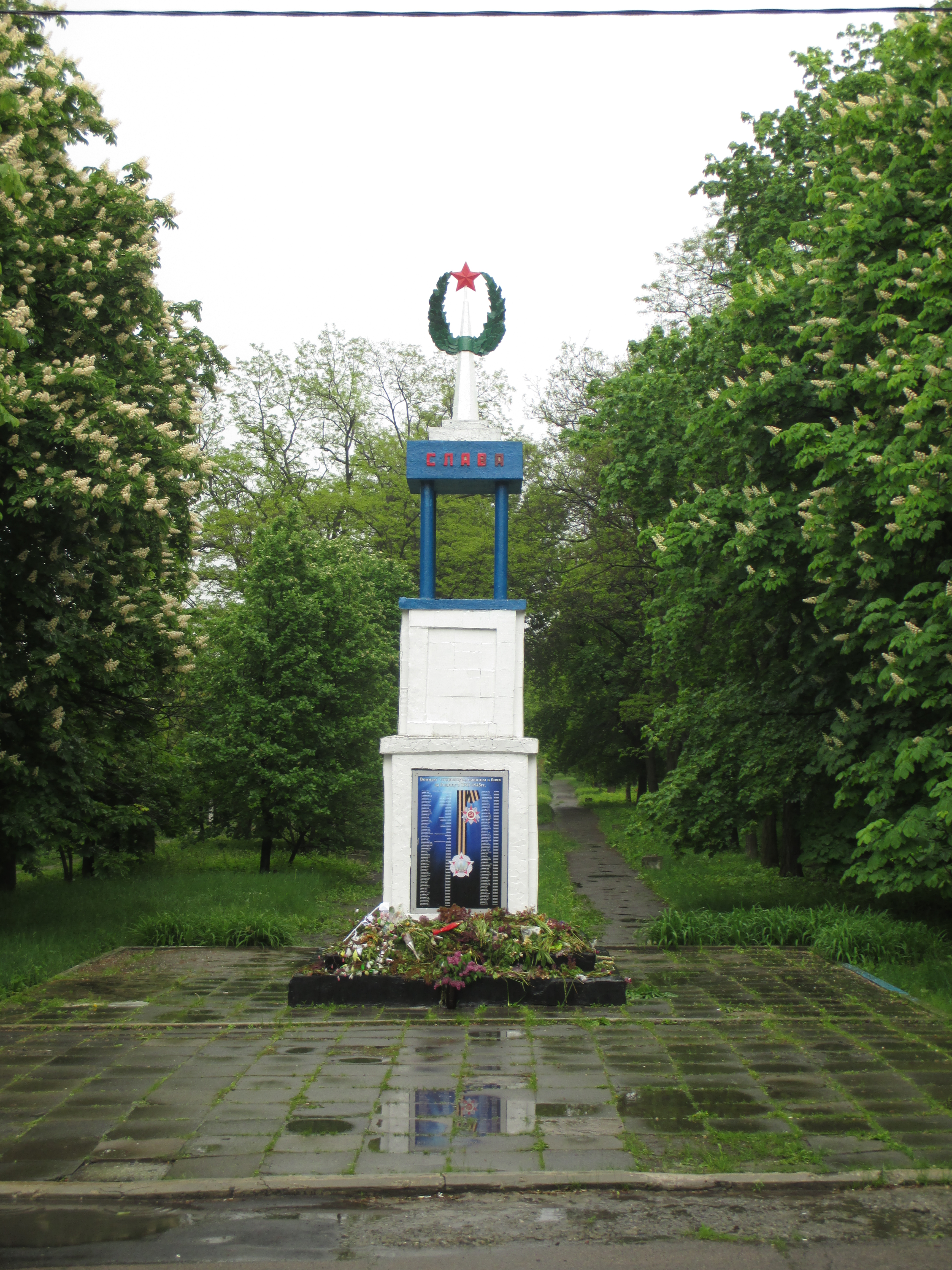
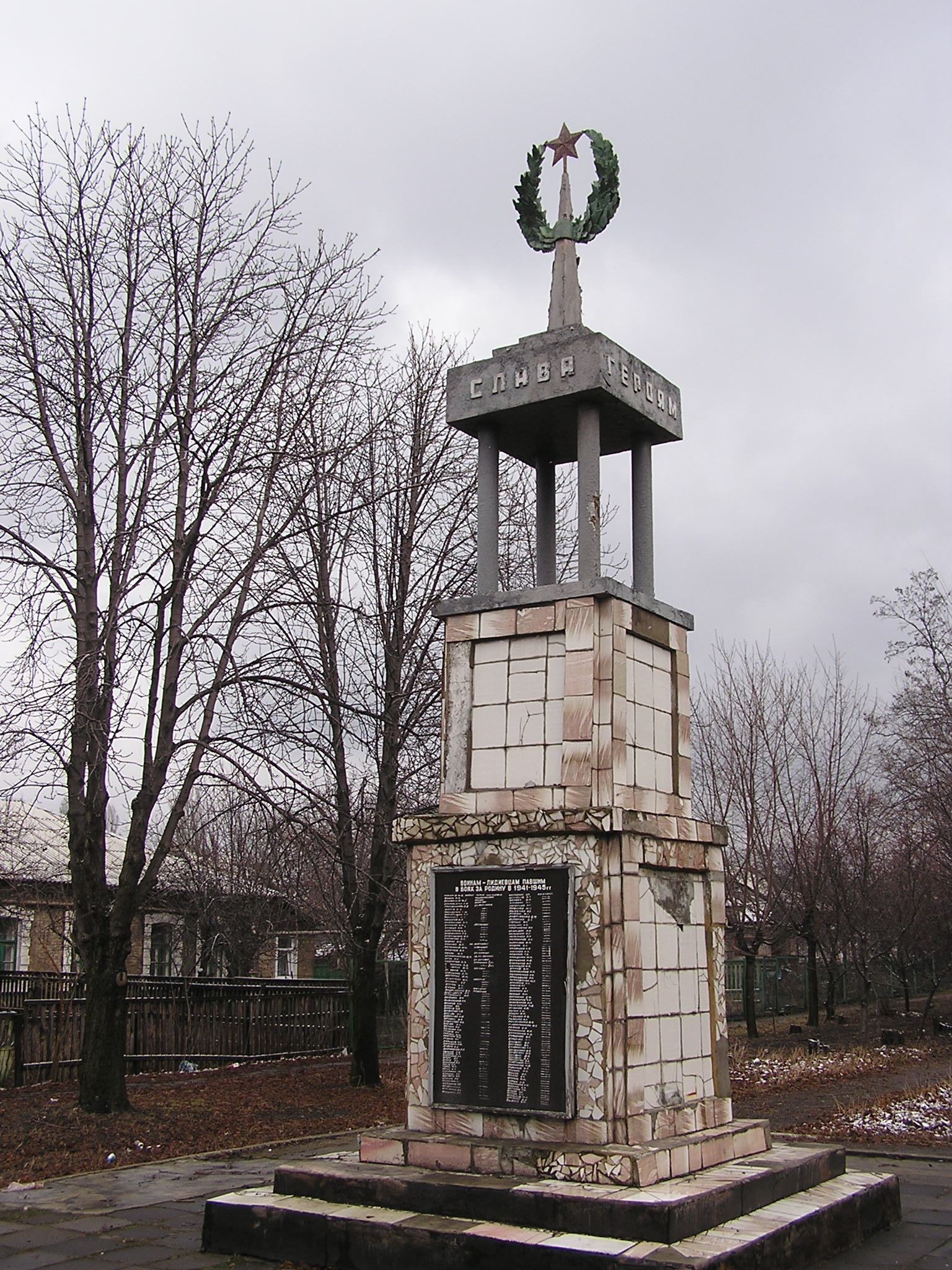
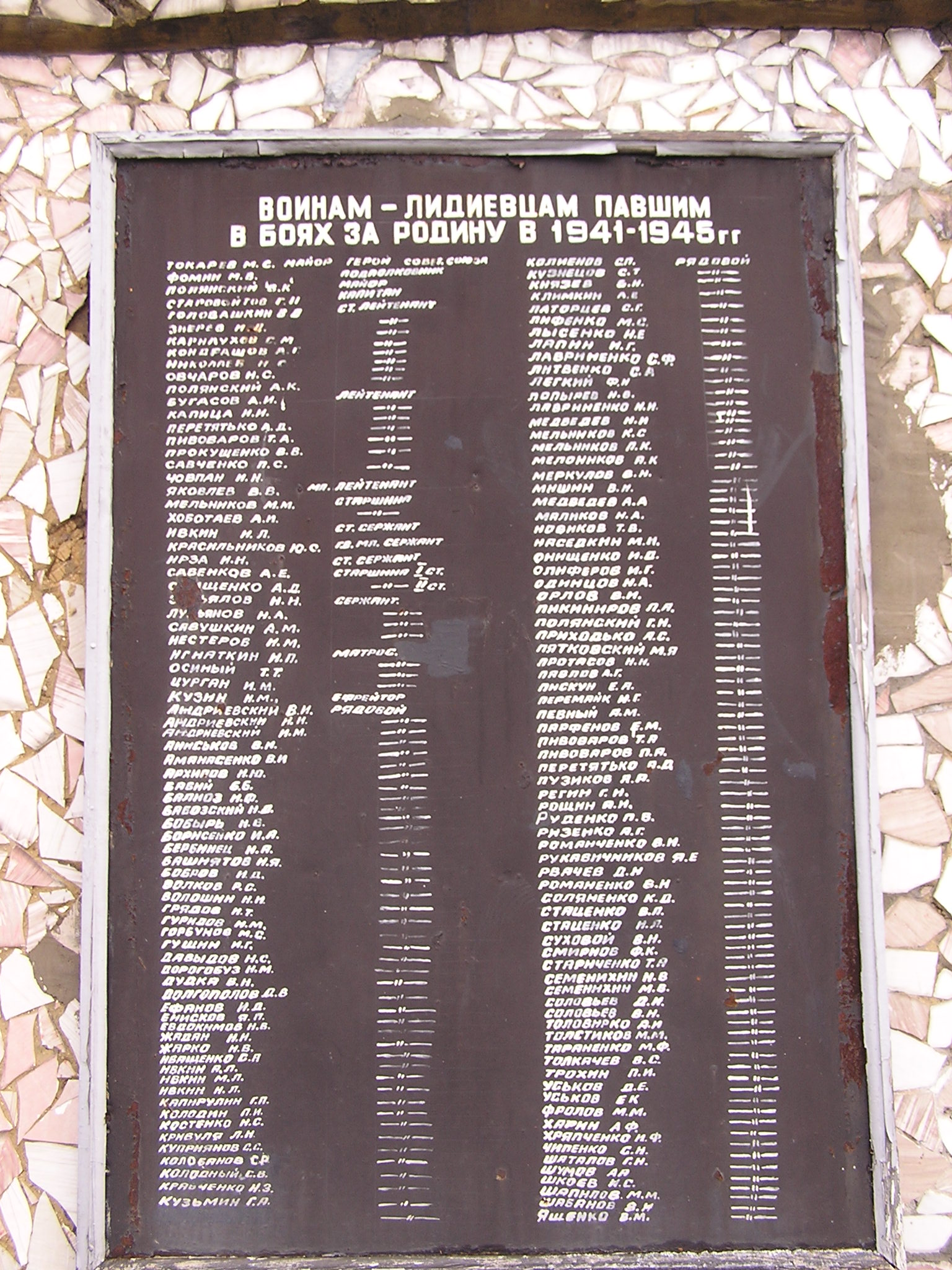